# Jacqueline Félicie de Almania
Jacqueline Félicie de Almania (en italien Jacobina Felice, en latin Jacoba Felicie) exerce la médecine à Paris vers 1322.

## Biographie
Originaire d'une famille noble de Florence, en Italie, Jacqueline Félicie de Almania vivait à Paris et faisait partie du petit nombre de femmes pratiquant la médecine à cette époque. En 1292, le "rôle", ou registre, de la taille recensait ainsi à Paris trente « mires » et huit « miresses » ,. Pourtant, les statuts de la Faculté de médecine de Paris de 1271, réservaient la prescription de remèdes aux licenciés de la faculté, ce qui limitait de fait la pratique de la médecine aux hommes non mariés, et sur dérogation aux hommes mariés ayant étudié avec un maître. En 1322, Jacqueline Félicie fut accusée d'exercice illégal de la médecine et fut jugée avec trois autres femmes et deux hommes. Durant le procès, six de ses patients témoignèrent en sa faveur, expliquant avoir été guéris par ses soins là où divers médecins avaient échoué et abandonné tout espoir de guérison. D'après l'un d'eux, elle était réputée meilleur médecin et chirurgien qu'aucun médecin français de Paris. Elle-même plaida que les doctoresses étaient indispensables car elles pouvaient examiner les organes intimes des femmes, bien que rien ne laisse penser qu'elle se soit spécialisée dans les maladies gynécologiques : quatre des huit patients venus témoigner étaient des hommes. Sa plaidoirie peut cependant avoir une portée plus large : les patientes auscultées par un médecin devaient à l'époque être couvertes d'un drap et se contenter de décrire leurs symptômes. Malgré les témoignages en sa faveur, la cour estima évident qu'un homme instruit dans l'art de la médecine était mieux capable de soigner les malades que n'importe quelle femme. Elle interdit à Jacqueline Félicie de pratiquer, sous peine d'amende et d'excommunication en cas de récidive.

## Les femmes et la médecine en France entre leXIVesiècleet la fin duXIXesiècle
Après cette décision d'interdiction de la pratique et bien que l'exercice de la médecine ne leur ait jamais été formellement retiré, en France les femmes restèrent exclues de son enseignement et de sa pratique jusqu'au XIXe siècle : ce n'est qu'en 1875 qu'une Française, Madeleine Brès, put obtenir un diplôme de docteur en médecine,.